# Лейк-Алюма (Оклахома)
Лейк-Алюма (англ. Lake Aluma) — місто (англ. town) в США, в окрузі Оклахома штату Оклахома. Населення — 87 осіб (2020).

## Географія
Лейк-Алюма розташований за координатами 35°31′56″ пн. ш. 97°27′5″ зх. д. / 35.53222° пн. ш. 97.45139° зх. д. (35.532303, -97.451342).  За даними Бюро перепису населення США в 2010 році місто мало площу 0,73 км², з яких 0,67 км² — суходіл та 0,05 км² — водойми.

## Демографія
Згідно з переписом 2010 року, у місті мешкало 88 осіб у 38 домогосподарствах у складі 30 родин. Густота населення становила 121 особа/км².  Було 40 помешкань (55/км²).
Расовий склад населення:
| - 85,2 % — білих - 3,4 % — корінних американців - 3,4 % — азіатів - 5,7 % — осіб інших рас |

До двох чи більше рас належало 2,3 %. Частка іспаномовних становила 9,1 % від усіх жителів.
За віковим діапазоном населення розподілялося таким чином: 15,9 % — особи молодші 18 років, 56,8 % — особи у віці 18—64 років, 27,3 % — особи у віці 65 років та старші. Медіана віку мешканця становила 56,0 року. На 100 осіб жіночої статі у місті припадало 114,6 чоловіків;  на 100 жінок у віці від 18 років та старших — 117,6 чоловіків також старших 18 років.
Середній дохід на одне домашнє господарство  становив 336 143 долари США (медіана — 172 250), а середній дохід на одну сім'ю — 402 974 долари (медіана — 212 083). 
Цивільне працевлаштоване населення становило 40 осіб. Основні галузі зайнятості: освіта, охорона здоров'я та соціальна допомога — 22,5 %, фінанси, страхування та нерухомість — 20,0 %, науковці, спеціалісти, менеджери — 10,0 %, мистецтво, розваги та відпочинок — 10,0 %.